# Wiązowa (województwo wielkopolskie)
Wiązowa – niezamieszkana wieś w Polsce położona w województwie wielkopolskim, w powiecie konińskim, w gminie Kramsk. Należy do sołectwa Helenów Drugi.
Razem z Dąbrówką jest najmniejszą miejscowością gminy. Znajduje się tu jedno opuszczone gospodarstwo. W latach 1975–1998 miejscowość należała administracyjnie do województwa konińskiego.